# Liste der Naturdenkmale in Cottbus

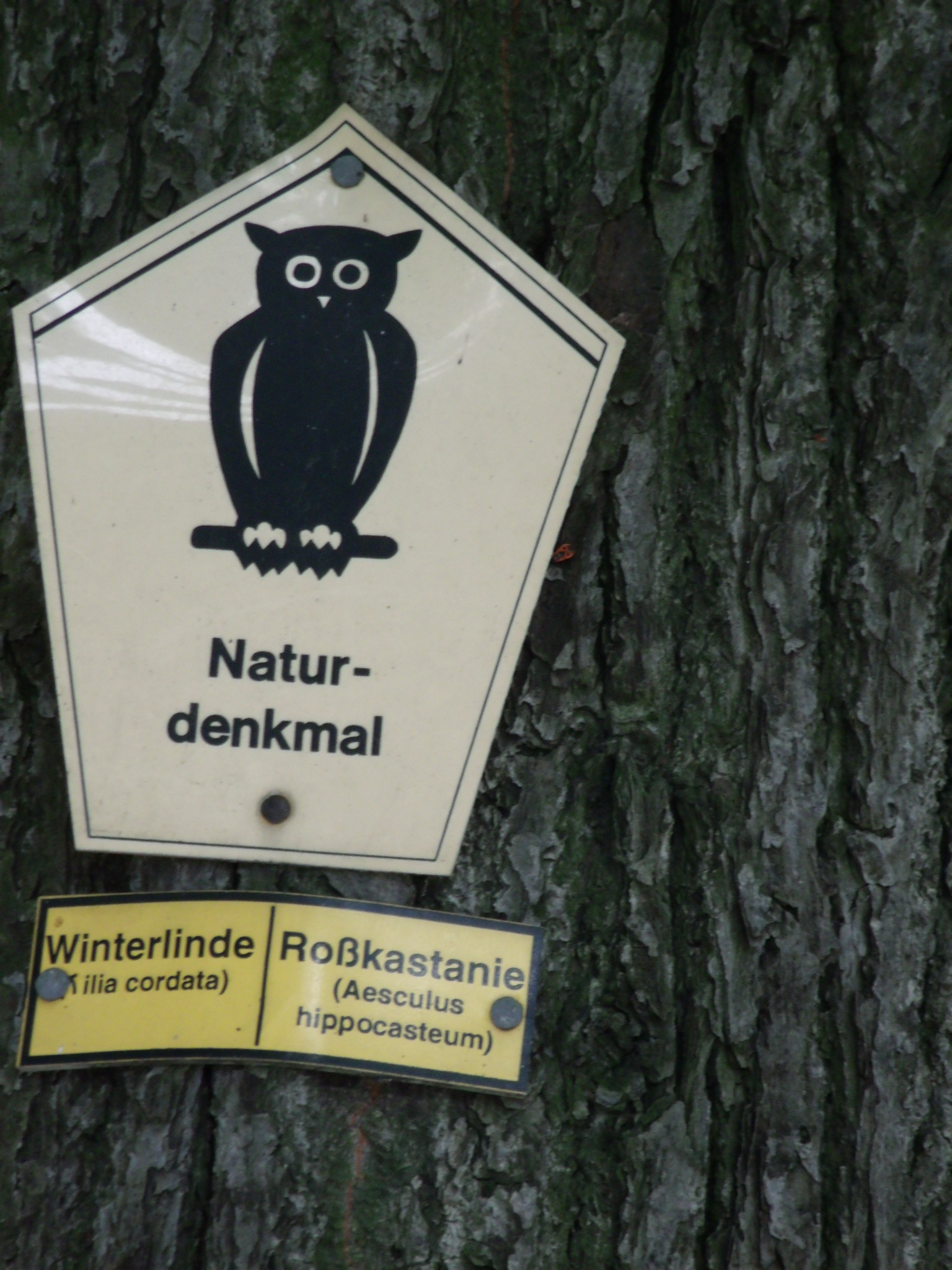
Naturdenkmal-Schild (mit der „Kurt-Kretschmann-Eule“) an einem Baum am Ostrower Platz in Cottbus

Die Liste der Naturdenkmäler in Cottbus führt die Naturdenkmäler der kreisfreien Stadt Cottbus im Land Brandenburg auf.
Im Stadtgebiet von Cottbus gibt es an 66 Standorten ausgewiesene Naturdenkmäler (Stand: 2015). Dabei handelt es sich überwiegend um Einzelbäume, Alleen und Baumreihen. Die meisten Objekte wurden im März 1982 auf Grundlage des Naturschutzgesetzes der DDR durch Beschluss der Stadtverordnetenversammlung unter Naturdenkmalschutz gestellt. Die amtliche Liste der Naturdenkmale liegt beim Umweltamt der Stadtverwaltung Cottbus vor.
Geregelt ist der Naturdenkmal-Schutzstatus im Bundesnaturschutzgesetz (§ 28 BNatSchG) und im Brandenburgischen Naturschutzgesetz (§ 23 BbgNatSchG). Auf dieser Grundlage kann die Untere Naturschutzbehörde der Stadt Cottbus Rechtsverordnungen zur Festsetzung konkreter Naturdenkmäler erlassen. – Nicht mit dem Naturdenkmalstatus zu verwechseln ist der Schutz von Bäumen durch eine kommunale Baumschutzsatzung. Eine solche Satzung, die generell für alle Bäume bestimmter Arten und Mindeststammumfänge im baurechtlichen Innenbereich gilt, gibt es auch in Cottbus (Satzung zum Schutz von Bäumen der Stadt Cottbus).

## Historischer Hintergrund

### Beginn der planmäßigen Anlage städtischen Grüns 1872 in Cottbus
Durch die Entwicklung der Stadt Cottbus im 19. Jahrhundert zum wirtschaftlichen, militärischen und administrativen Zentrum der Niederlausitz stieg die Bevölkerung stetig.
Die verschiedenen Bevölkerungsgruppen „suchten erholsamen Ausgleich in der spärlich bemessenen Freizeit … Die Stadt mühte sich, kam mit ihren Aktivitäten aber nicht schnell genug nach. So nahmen die Bürger das Zepter in die Hand: Dem Gründungsaufruf vom 6. Mai 1872“ des Cottbuser Verschönerungsvereins „schlossen sich 45 Persönlichkeiten an, unter ihnen der damalige Oberbürgermeister Leopold und Generalmajor von Puttlitz. … Fast alle lieb gewonnenen Oasen in unserer Stadt gehen auf das Wirken des Verschönerungsvereins und seiner Nachfolger zurück. … 1925 enden die Aufzeichnungen. Während der Nazizeit war der Verein nicht aktiv, genauere Angaben fehlen.“
„In den Jahren seines Wirkens sammelte“ der Verein „Mittel und Gelder für die Verschönerung der Stadt und beteiligte sich an zahlreichen auch städtischen Maßnahmen der Gestaltung der Anlagen. … Aber auch Baum- und Strauchpflanzungen in zahlreichen Cottbuser Straßen unterstützten die Mitglieder.“
Wesentliche Anteile hatte der Verschönerungsverein unter anderem an der Gestaltung der folgenden Anlagen:
- Kaiser-Wilhelm-Platz (heute Brandenburger Platz)
- Luckauer Wall (die Puschkinpromenade befindet sich auf dem ehemaligen Luckauer Wall)
- Spremberger Wall
- Dreieck Dresdener/Bautzener Straße
- Friedrich-Ebert-Straße/Sielower Straße-Anfang
- Berliner Platz
- Karlstraße bis Nordfriedhof
- Kastanien in der Ludwig-Leichhardt-Allee bis zur Bahnstrecke
- Spreedamm bis Markgrafenmühle
- Klosterplatz

„In der Amtszeit von Oberbürgermeister Werner wurden … angelegt:
- 1895–1899 der Goethepark
- 1901 der Eliaspark
- 1902 der Bonnaskenplatz und die Anlage am Schloss angelegt
- 1903–1904 der Neustädter Platz (Ostteil vom Brandenburger Platz)
- 1905 wurden Arbeiten an der Puschkinpromenade durchgeführt
- 1907 entstanden die Pflanzungen am Mühlgraben (Ostrower Damm)
- 1908 die Anlage am heutigen Staatstheater einschließlich der Baumpflanzungen[Anm. 1]
- 1909–1912 entstand die Märkische Waldwiese im Waldpark (Volkspark – Madlower Schluchten)

Die in den genannten Jahren durchgeführten Pflanzungen beinhalten eine Fülle der heutigen als Naturdenkmale unter Schutz stehenden Bäume, sie sind somit wertvolle Aussagen über ihr Alter und ihre Geschichte.“

### Ursprung der Bäume als Naturdenkmal
Am 4. August 1954 verabschiedete die Volkskammer das Naturschutzgesetz der DDR.
In der Naturschutzpraxis der 1950er und 1960er Jahre standen folgende Aufgaben im Vordergrund:
- wiederholte Bearbeitung der Naturdenkmallisten der Kreise, Erfassung bestehender Naturdenkmale und Mitwirkung an der Sicherung neuer;
- Kennzeichnung der Naturschutzobjekte mit der „Naturschutz-Eule“

Daran erinnert sich Ulrich Winzer, der erste Naturschutzbeauftragter der Stadt Cottbus, von 1956 bis 1963, in seinen Tagebuchaufzeichnungen … dass zu seinen Aufgaben gehörte: „… besonders markante Bäume mit dem Anbringen von Naturschutzschildern unter Schutz zu stellen.“
Am 1. Februar 1961 bestätigte der damalige Rat der Stadt die erste Liste der Naturdenkmäler.
Im März 1982 verabschiedeten die Stadtverordneten von Cottbus durch ihren Beschluss die Liste der Naturdenkmale im Stadtgebiet Cottbus – Einzelbäume, Baumgruppen, Alleen.
Voraus ging ein Vorschlag beim Kulturbund von 1978 und umfangreiche Kartierarbeiten, insbesondere durch den Revierförster Manfred Rescher, den Landschaftsarchitekten Helmut Rippl und Dr. Elze.
1994 beauftragte das Umweltamt der Stadtverwaltung Cottbus Karl-Heinz-Reiche eine Bestandsaufnahme der als Naturdenkmal geschützten Bäume vorzunehmen. 1995 veröffentlichte er die Bestandsaufnahme und Beschreibung der Bäume im Gutachten Naturdenkmäler in Cottbus – Einzelbäume, Baumgruppen, Reihen, Alleen.
Er schreibt: „Die … erneut durchgeführte Bestandsaufnahme zeigte, dass … 12 Jahre nicht spurlos vorübergehen. … Ungünstige Standortbedingungen (in einigen Fällen hat sich bei Gruppen, Reihen, Alleen die Anzahl der Bäume verringert), Teilversiegelung des Bodens, aber auch anthropogene Einflüsse, wie Veränderung der Wasserführung oder Baumaßnahmen haben oft zur Beschleunigung des Schadensverlaufes beigetragen. Durch Veränderung des städtebaulichen Raumes oder des Landschaftsraumes hat sich teilweise das Umfeld der Naturdenkmäler gewandelt. … Ihre Bedeutung begründet sich in der Originalität und der Retrospektive, Zeitzeuge einer wechselvollen Geschichte, benachbarte Bebauung ist verschwunden, neue hinzugekommen. Manche Bäume sind ‚in die Stadt gewandert‘.“ (Stadterweiterung-eingemeindet)
Aktualisiert mit den Zu- und Abgängen, sowie genauer Standortbestimmung, bildet dieses Gutachten die Basis für den Wikipedia-Eintrag. (Stand 2015)

## Liste der Naturdenkmäler
| Bild                                    | Bezeichnung                                                                | Lage | Beschreibung | Schutzzweck | Nummer |
| --------------------------------------- | -------------------------------------------------------------------------- | --- | --- | ----------- | ------ |
| Weitere Bilder Fotos hochladen          | Eiche-Stieleiche (Quercus robur)                                           | Schmellwitz, Nordstraße (51° 45′ 59″ N, 14° 19′ 48,7″ O)                                                                                              | Baumreihe aus 13 Bäume - Als Naturdenkmal erfasst unter Punkt 53.0 - „Die Bäume sind im Westen bis ins Gelände der“ Brandenburgische Technische Universität Cottbus „, im Norden über dem Gelände der „Universitätsbibliothek Cottbus“ sichtbar. |             | 1      |
| Fotos hochladen                         | Eiche-Stieleiche (Quercus robur)                                           | Schmellwitz, Ewald‑Haase‑Straße, Nähe Hausnummer 15 (51° 46′ 1,7″ N, 14° 20′ 9,2″ O)                                                                  | 6 Bäume - Als Naturdenkmal erfasst unter Punkt 55.0 - „Von den ursprünglich 7 Eichen sind noch 6 vorhanden. Sie sollten vor Jahren beim Ausbau der Ewald-Haase-Straße gefällt, konnten jedoch erhalten werden.“ - Foto 1991 |             | 2      |
| Fotos hochladen                         | Eiche-Stieleiche (Quercus robur)                                           | Schmellwitz, Bonnaskenplatz (51° 46′ 5″ N, 14° 20′ 7,8″ O)                                                                                            | 3 Bäume - Als Naturdenkmal erfasst unter Punkt 51.0 - „Die drei Eichen stehen auf der Grünanlage Bonnaskenplatz, zwei davon mit ausladener Krone, in der Nähe der Ewald-Haase-Straße. Die schmalkronige Eiche befindet sich auf der Westseite des Platzes. Die Bäume wurden aus Mitteln des Verschönerungsvereins kurz vor 1914 gepflanzt“ |             | 3      |
| Weitere Bilder Fotos hochladen          | Eiche-Stieleiche (Quercus robur)                                           | Schmellwitz, Schlachthofstraße, Einfahrt Gustav‑Moritz‑Straße gegenüber von Hausnr. 17 (51° 46′ 7,4″ N, 14° 20′ 18″ O)                                | 1 Baum - Als Naturdenkmal erfasst unter Punkt 52.0 - „Die Eiche steht dicht an der Zufahrt … Sie war ursprünglich Auftakt für die folgenden kleineren Eichen auf der öffentlichen Grünanlage, die sich als Begleitstreifen entlang der Schlachthofstraße hinzieht.“ |             | 4      |
| Fotos hochladen                         | Eiche-Stieleiche (Quercus robur)                                           | Mitte, Franz‑Mehring‑Straße, Nähe Einfahrt zur Straße An der Wachsbleiche (51° 45′ 30,8″ N, 14° 20′ 24,2″ O)                                          | 2 Bäume - Als Naturdenkmal erfasst unter Punkt 3.0 - „Die drei Eichen stehen im Goethepark, zwei davon parkseitig am Gehweg, die dritte“ (lfd. Nr. 6) „befindet sich ca. 10 m zurückgesetzt am Zulauf zum Teich. Die drei Eichen waren oft Gegenstand der Diskussion im Zusammenhang mit der Verbreiterung der Franz-Mehring-Straße. … Der Goethepark wurde, beginnend 1895 durch den Verschönerungsverein, hauptsächlich in den Jahren 1898/99 als Stadtpark angelegt. Er steht heute unter Denkmalschutz |             | 5      |
| Fotos hochladen                         | Eiche-Stieleiche (Quercus robur)                                           | Mitte, Franz‑Mehring‑Straße, Anfang Goethepark, am Zulauf zum Teich (51° 45′ 30,8″ N, 14° 20′ 23,3″ O)                                                | 1 Baum - Als Naturdenkmal erfasst unter Punkt 3.0 - „Die drei Eichen stehen im Goethepark, zwei davon“ (lfd. Nr. 5) „parkseitig am Gehweg, die dritte befindet sich ca. 10 m zurückgesetzt am Zulauf zum Teich. Die drei Eichen waren oft Gegenstand der Diskussion im Zusammenhang mit der Verbreiterung der Franz-Mehring-Straße…. Der Goethepark wurde, beginnend 1895 durch den Verschönerungsverein, hauptsächlich in den Jahren 1898/99 als Stadtpark angelegt. Er steht heute unter Denkmalschutz |             | 6      |
| Weitere Bilder Fotos hochladen          | Eiche-Stieleiche (Quercus robur)                                           | Mitte, Uferstraße (51° 45′ 32,1″ N, 14° 20′ 19,8″ O)                                                                                                  | 5 Bäume - Als Naturdenkmal erfasst unter Punkt 5.0 - „Unmittelbar an den Goethepark anschließend befinden sich am Mühlgraben“ 5 „Stieleichen. Zwischen den Bäumen und dem Goethepark verläuft eine Fahrbahn, …" |             | 7      |
| Weitere Bilder Fotos hochladen          | Napoleonlinde - Linde-Winterlinde (Tilia cordata)                          | Puschkinpromenade/Ecke Friedrich‑Ebert‑Straße, Anfang Puschkinpark, Mitte (51° 45′ 44,4″ N, 14° 19′ 53,5″ O)                                          | 1 Baum - Als Naturdenkmal erfasst unter Punkt 12.0 - „Die Napoleonlinde steht gleich am Eingang zum Puschkinpark – in Sichtweite der Stadthalle. Als sie an dieser Stelle angeblich gepflanzt wurde – nämlich zu Ehren des Geburtstags Napoleons im Jahr 1813 – war dort Cottbus zu Ende. * * * „Hier stehen wir vor den Toren der Stadt. …Es gibt die Aussage, dass ein neuer Baum in den 1840er-Jahren nachgepflanzt wurde. … An anderer Stelle wird gemutmaßt, dass die Winterlinde um 1900 während der Amtszeit von Oberbürgermeister Paul Werner aus Mitteln des Verschönerungsvereins gepflanzt wurde. … In den 70er-Jahren war hier alles Baustelle, …. Daneben entstand damals das Hotel Lausitz. Dabei ist die Linde stark beschädigt worden. Es gab aber einen Retter. Gartenarchitekt Joachim Scherzer hat über die Wunde am Baumstamm mit Rinde mehrere Bypässe gelegt.“ |             | 8      |
| Fotos hochladen                         | Eiche-Stieleiche (Quercus robur)                                           | Mitte, Mauerstraße/Ecke Bärgasse (51° 45′ 36,3″ N, 14° 19′ 54,5″ O)                                                                                   | 1 Baum - Als Naturdenkmal erfasst unter Punkt 13.0 - „Die relativ niedrige Bebauung der Altstadt lässt den Baum über die Dächer hinweg und in die Straßenräume wirkend zu einer markanten Erscheinung werden … Bei der Errichtung des benachbarten Wohnungsbaues“ (zwischen 1984 und 1989) „wurden große Anstrengungen unternommen, die Stieleiche zu erhalten.“ |             | 9      |
| Weitere Bilder Fotos hochladen          | Eiche-Stieleiche (Quercus robur)                                           | Mitte, Lieberoser Straße 7, auf dem Grundstück (51° 45′ 44,3″ N, 14° 19′ 31,6″ O)                                                                     | 1 Baum - Als Naturdenkmal erfasst unter Punkt 18.0 - „So richtig erlebbar ist der Baum nur vom Garten aus. Er wirkt jedoch als Ausschnitt über die Dächer und zwischen den anderen Bäumen, zur Lessing- und Lieberoser Straße. Er steht im Dreieck Südgiebel des Wohnhauses westlich des Seitengebäudes. … Die Lessingstraße war ursprünglich eine Sackgasse, damit reichte das Grundstück bis an das Gelände Brunschwig.“ |             | 10     |
| Fotos hochladen                         | Eiche-Stieleiche (Quercus robur)                                           | Mitte, Straße der Jugend, (auf unbebautem Grundstück) zwischen Taubenstraße/Blechenstraße (51° 45′ 8,4″ N, 14° 19′ 51″ O)                             | 2 Bäume - Als Naturdenkmal erfasst am 1.4.2003 |             | 11     |
| Weitere Bilder Fotos hochladen          | Eiche-Stieleiche (Quercus robur)                                           | Mitte, Parzellenstraße/Ecke Stromstraße (51° 44′ 59,9″ N, 14° 20′ 25″ O)                                                                              | 1 Baum - Als Naturdenkmal erfasst unter Punkt 24.0 - „Die Stieleiche steht an der Einmündung Stromstraße …Durch die weit ausladende Krone wirkt die Stieleiche weit in die benachbarten Straßen.“ |             | 12     |
| Fotos hochladen                         | Eiche-Stieleiche (Quercus robur)                                           | Spremberger Vorstadt, Linnéstraße, gegenüber von Hausnummer 22 (51° 44′ 31″ N, 14° 20′ 28,6″ O)                                                       | 1 Baum - Als Naturdenkmal erfasst am 1.4.2003 - „Was lange währt, wird gut: Mit einer Grillparty an der etwa 150 Jahre alten Eiche in der Linnéstraße findet heute Abend ein jahrzehntelanger Streit ein glückliches Ende. Die Bürgerinitiative «Naturdenkmal Eiche und Grünfläche Linnéstraße» ist seit dem Sommer Besitzer des Grundstücks samt Stieleiche. …. Mitstreiter, Sponsoren und Bau-Beigeordnete Marietta Tzschoppe sind zum Fest geladen. Geld, gute Nerven und ein engagiertes Team braucht man», fasst Siegrid Miatke das lange Ringen um die Eiche in der Spremberger Vorstadt zusammen. Sie ist neben Helga Leber und dem Ehepaar Christine und Ulrich Siegert einer der Hauptinitiatoren der Bürgerinitiative. Der Durchbruch zum glücklichen Ende gelingt, als Anwohnerin und Initiativen-Mitglied Sabine Offermann sich bereit erklärt, das Grundstück samt Stieleiche für die Bürgerinitiative zu kaufen. … Im Kaufvertrag steht ausdrücklich, dass das «Grundstück ausschließlich als Grünland für den Erhalt des Naturdenkmales Stieleiche zu nutzen und eine Bebauung jeglicher Art ausgeschlossen ist. … Der Weg zu diesem glücklichen Ende war lang,…. Er beginnt in den 70er-Jahren. Als 40 Garagen gebaut werden sollen, geht die damalige Finanzökonomin Miatke noch allein dagegen auf die Barrikaden. Erfolgreich.“ |             | 13     |
| Fotos hochladen                         | Eiche-Stieleiche (Quercus robur)                                           | Spremberger Vorstadt, Eichenpark (Straßenende) (51° 44′ 14,5″ N, 14° 20′ 47,4″ O)                                                                     | 2 Bäume - Als Naturdenkmal erfasst unter Punkt 29.0 - „Eigentlich sind sie schlecht zu finden, die beiden Stieleichen, dabei sind sie … die am Größten auf der Liste stehenden Naturdenkmale … Ursprünglich standen sie auf dem Gelände der Lohnfärberei Michaelis …" - 2014 – „Zwei als Naturdenkmal geschützte Stieleichen im Eichenpark bleiben erhalten, obwohl sie zunächst der Säge zum Opfer fallen sollten … im Zuge der Gasnetzerweiterung …. Die Techniker haben bei einem Vor-Ort-Termin gemeinsam mit der Stadt eine Lösung gefunden, so dass die beiden Naturdenkmäler erhalten werden können.“ |             | 14     |
| Fotos hochladen                         | Eiche-Stieleiche (Quercus robur)                                           | Spremberger Vorstadt, Hermann‑Löns‑Straße, Nähe Hausnummer 20/Ecke Markgrafenmühle (51° 44′ 21,3″ N, 14° 20′ 46,7″ O)                                 | 1 Baum - Als Naturdenkmal erfasst unter Punkt 28.0 - „Geht man von der Hermann-Löns-Straße in Richtung Markgrafeninsel, so begegnet man vor dem Spreedamm dieser Stieleiche.“…„Er wurde kurz vor 1892 gepflanzt …" |             | 15     |
| Fotos hochladen                         | Eiche-Stieleiche (Quercus robur)                                           | Madlow, Ricarda‑Huch‑Straße 4, auf dem Grundstück (51° 43′ 46,6″ N, 14° 20′ 22,4″ O)                                                                  | 1 Baum - Als Naturdenkmal erfasst unter Punkt 36.0 - „Die Stieleiche steht in der Ricarda-Huch-Straße auf einem“ Grundstück „, unmittelbar am Zaun. … Die Stieleiche beherrscht mit ihrer weit ausladenden Krone optisch die gesamte Straße.“ |             | 16     |
| Fotos hochladen                         | Eiche-Stieleiche (Quercus robur)                                           | Spremberger Vorstadt, Thiemstraße, neben Wohnblock Welzower Straße 22 (51° 44′ 23,2″ N, 14° 19′ 24,3″ O)                                              | 1 Baum - Als Naturdenkmal erfasst unter Punkt 30.0 - „Ursprünglich standen die Eiche und die benachbarte Graupappel frei im Raum, weithin sichtbar. Die Geländeerhebung, ehemals Wilhelmshöhe, machte sie von den Sachsendorfer Wiesen und von der Zufahrt zur Stadt zu markanten Erscheinungen. Mit der Errichtung der 11-geschossigen Wohnhäuser, der Würfel und der Kindertagesstätte in den Jahren 1983/84 wurden die Bäume erhalten, ihre visuelle Wirkung, wenn auch etwas eingeschränkt, blieb bestehen.“ (Graupappel siehe Naturdenkmal Punkt 31.0, lfd. Nr. 74) |             | 17     |
| Fotos hochladen                         | Eiche-Stieleiche (Quercus robur)                                           | Ströbitz, Wilhelm‑Nevoigt‑Platz (51° 45′ 29,1″ N, 14° 18′ 1,4″ O)                                                                                     | 1 Baum - Als Naturdenkmal erfasst unter Punkt 43.2 - „Der Wilhelm-Nevoigt-Platz … steht als städtebauliches Ensemble mit der Platzanlage, … dem Baumbestand … auf der Denkmalliste. … die Eiche“ wurde „1876, als Friedenseiche gepflanzt.“ |             | 18     |
| Weitere Bilder Fotos hochladen          | Eiche-Stieleiche (Quercus robur)                                           | Schmellwitz, Universitätsplatz (51° 46′ 10″ N, 14° 19′ 49″ O)                                                                                         | 2 Bäume - Als Naturdenkmal erfasst unter Punkt 45.1 - „Die gesamte Bausubstanz mit Vorgärten, … und Baumbestand … aus Wohn- und Gesellschaftsbauten von 1910 bis 1930“ befindet sich“ auf der Denkmalliste. Mit Sicherheit sind einige Bäume älter als die Bebauung. Wenn auch die Cottbuser Chronik zum Stadtgrün dazu keine Aussage trifft, ist anzunehmen, dass erste Pflanzungen noch vor dem Amtsantritt von Oberbürgermeister Werner, also vor 1892, im Zusammenhang mit der Anlage Friedrich-Ebert-Straße / Sielower Straße erfolgten. … Die beiden Stieleichen befinden sich auf der Ostseite des Universitätsplatzes“ |             | 19     |
| Fotos hochladen                         | Eiche-Stieleiche (Quercus robur)                                           | Schmellwitz, Schmellwitzer Straße, Nähe Hausnummer 88 (51° 47′ 1,1″ N, 14° 20′ 8,6″ O)                                                                | 1 Baum - Als Naturdenkmal erfasst unter Punkt 46.1 - „Die nördliche Eiche“ vom Anger „ist weit ausladend. Sie hat einen untypischen Übergang von Starkästen zu Kurztrieben.“ |             | 20     |
| Fotos hochladen                         | Eiche-Stieleiche (Quercus robur)                                           | Schmellwitz, Schmellwitzer Straße, Nähe Hausnummer 80 (51° 47′ 4,7″ N, 14° 20′ 8,1″ O)                                                                | 1 Baum - Als Naturdenkmal erfasst unter Punkt 46.1 |             | 21     |
| Fotos hochladen                         | Eiche-Stieleiche (Quercus robur)                                           | Schmellwitz, Schmellwitzer Straße, Nähe Hausnummer 56 (51° 47′ 7,1″ N, 14° 20′ 7,2″ O)                                                                | 1 Baum - Als Naturdenkmal erfasst unter Punkt 46.1 - „Die größte Eiche“ vom Anger mit begrünter Mittelinsel (1950 wurde das Dorf Schmellwitz eingemeindet) „befindet sich im Mittelteil der Fläche.“ |             | 22     |
| Fotos hochladen                         | Eiche-Stieleiche (Quercus robur)                                           | Schmellwitz, Triftstraße 1, am Waldrand gegenüber (51° 47′ 47″ N, 14° 20′ 44,9″ O)                                                                    | 1 Baum - Als Naturdenkmal erfasst unter Punkt 47.0 - „Es gelingt nicht sofort, diese Eiche zu finden. … Die Eiche steht gegenüber den wenigen Gehöften am Waldrand auf einen kleinen Hügel. Der Wald besteht vorwiegend aus Kiefern mit einigen Birken vorgelagert.“ |             | 23     |
| Fotos hochladen                         | Eiche-Stieleiche (Quercus robur)                                           | Schmellwitz, Saspower Straße 2/Ecke Friedhofstraße 2A (51° 47′ 34,1″ N, 14° 20′ 6,8″ O)                                                               | 1 Baum - Als Naturdenkmal erfasst unter Punkt 56.0 - „Nördlich der dörflichen Bebauung von Schmellwitz liegt ein kleines Siedlungsgebiet, aus Eigenheimen bestehend. … Hier befindet sich die Stieleiche auf“ einem „Grundstück … nahe der östlichen Grundstücksgrenze. … Mit Überlegung zur Ausdehnung des Wohngebietes Schmellwitz“ (1989–1990) „entstanden Bedenken um den Erhalt der Siedlung. Der Eigentümer des Grundstücks“ (1995 Familie Mattusch) „stellte zur Sicherung der Eiche den Antrag, diese in die Liste der Naturdenkmale aufzunehmen.“ |             | 24     |
| Fotos hochladen                         | Eiche-Stieleiche (Quercus robur)                                           | Saspow, Saspower Hauptstraße 38 (51° 47′ 6,1″ N, 14° 21′ 14,5″ O)                                                                                     | 1 Baum - Als Naturdenkmal erfasst unter Punkt 49.0 - „Der Baum beherrscht optisch den gesamten Raum der Hauptstraße in Saspow. Er vermittelt gleichzeitig zwischen der alten Ortslage und dem anschließenden Grabenbereich … Die Straße bildet die Grenze zum Landschaftsschutzgebiet Spreeaue Cottbus Nord.“ |             | 25     |
| Fotos hochladen                         | Eiche-Stieleiche (Quercus robur)                                           | Saspow, Cottbuser Weg 10 (51° 47′ 10″ N, 14° 21′ 5,2″ O)                                                                                              | 1 Baum - Als Naturdenkmal erfasst unter Punkt 48.1 - „Die Eiche hat den größten Stammumfang von allen als Naturdenkmal bisher gemessenen Bäumen in Cottbus. Sie ist eine sehr knorrige Erscheinung. … Der Stamm ist teilweise hohl.“ - „Die Saspower Stieleiche gehört zu den prächtigsten und ältesten Bäumen der Stadt. Dabei haben sich in dem Gewächs zwei Bäume vereint. Sie wurde dereinst am Grab eines tapferen Kämpfers im Siebenjährigen Krieg gepflanzt. … Im Siebenjährigen Krieg zogen Hilfstruppen der Österreicher marodierend übers Land, …. Wehrhafte Männer haben das Dorf damals verteidigt. Darunter auch der Sohn des Dorfschulzen, der bei den Auseinandersetzungen umkam. Daraufhin sei er mit großen Ehren auf dem Friedhof beigesetzt worden. Damals war es üblich, am Kopfende zwei Eichen zu pflanzen. Die sind über die Jahrhunderte zusammengewachsen. … Die Stieleiche an der Cottbuser Straße in Saspow ist etwa 300 Jahre alt. Sie wird bereits im Heimatkalender von 1957 als Naturdenkmal erwähnt. … Dass der 300-Jährige heute noch so gut in Form ist, sei auch dem großen Engagement von Siegfried Saretz zu verdanken, berichtet Marco Hellwig. Er hat immer auf sie aufgepasst, dafür gesorgt, dass sie keinen Schaden nimmt.“                                                                              |             | 26     |
| Direkt Bild zu diesem Denkmal hochladen | Eiche-Stieleiche (Quercus robur)                                           | Merzdorf, Merzdorfer Bahnhofstraße () | 1 Baum - Nicht erfasst im Gutachten - Nur Hinweis in unvollständiger Liste von 2006 |             | 27     |
| Weitere Bilder Fotos hochladen          | Eiche-Stieleiche (Quercus robur)                                           | Kahren, Am Park, im Gutspark (51° 43′ 21,6″ N, 14° 24′ 47,9″ O)                                                                                       | 1 Baum - Aus Vorschlagsliste übernommen - „Diese Eiche steht im Park von Kahren. Sie hat einen Stammdurchmesser von über 2,00 m, Stammschäden und viele trockene Äste. Insgesamt verfügt der Park über ein großes Potential alter Bäume, vorwiegend als Eichen, Ulmen, Linden.“ - „Zu den Naturdenkmälern gehören eine 350 Jahre alte Eiche im Kahrener Park, nach aktuellen Untersuchungen der älteste Baum von Cottbus“ |             | 28     |
| Weitere Bilder Fotos hochladen          | Eichenallee-Roteiche (Quercus rubra)                                       | Branitz, Spreedamm, neben Spreeauenpark, Zugang von Brücke Stadtring, Pfad am Zaun entlang (51° 45′ 1,6″ N, 14° 20′ 45,9″ O)                          | 95 Bäume; Allee - Als Naturdenkmal erfasst unter Punkt 37.0 - „Ursprünglich waren in der Liste von 1982 – 96 Roteichen enthalten. Vermutlich wurden damals nur die Bäume erfasst, die erkennbar eine geschlossene Allee bildeten. Nördlich und südlich davon befinden sich jedoch noch einige Bäume, die auf eine ehemals geschlossene Pflanzung hinweisen. … Sie wurde als wichtiges Element … in die Bundesgartenschau“ (1995) „einbezogen. Im Jahr 1993 erfolgte eine Sanierung, dabei mussten 20 Bäume gefällt werden. Nach der Liste der Buga – GmbH vom 9. September 1994 sind noch 100 Roteichen vorhanden. Die Pflanzung erfolgte für den Südteil in den 20er, für den nördlichen Bereich in den 30er Jahren. Die jüngeren Bäume sind wegen des weiten Pflanzabstandes größer.“ |             | 29     |
| Fotos hochladen                         | Maulbeerbaum-Weiße Maulbeere (Morus alba)                                  | Mitte, Schillerstraße Nr. 7, am Grundstückszaum (51° 45′ 38,6″ N, 14° 19′ 27,3″ O)                                                                    | 1 Baum - Als Naturdenkmal erfasst unter Punkt 57.0 - 1801 „…Friedrich der Große habe den Städten im Brandenburg-Preußischen befohlen, Maulbeerbäume zu pflanzen, weil auf diesen die Seidenraupen leben. Dabei handelte es sich um einen Versuch, eine Seidenraupenzucht in Gang zu setzen, um das wertvolle Material Seide selbst zu produzieren. Im Jahr 1801 bewirtschafteten die Seidenbauer in Cottbus und Umgebung fast 2000 Maulbeerbäume, schreibt Manfred Rescher im Heimatkalender. Doch die Ausbeute sei bescheiden geblieben, die Seidenraupenzucht wurde schließlich wieder aufgegeben“ - „Der Baum befindet sich auf einem Grundstück „dicht neben der Zufahrt von der Schillerstraße. Er steht auf einer unversiegelten Fläche. In 1,0 – bis 3,5 m Höhe gabelt sich die Maulbeere mehrfach …“ Sie „… kann in Europa 10 m hoch werden. Ihre 14 m sind bereits als Ausnahme zu betrachten.“ |             | 30     |
| Weitere Bilder Fotos hochladen          | Eichenallee-Wintergrüne Eichen (Quercus × turneri 'Pseudoturneri' )        | Mitte, Schwanstraße (51° 45′ 24,3″ N, 14° 19′ 41,7″ O)                                                                                                | 19 Bäume - Allee - Als Naturdenkmal erfasst unter Punkt 16.0 - Die Wintergrünen Eichen sind etwas versteckt. „Erlebbar sind sie nur beim Einblick in die Straße, im Straßenraum selbst und von den benachbarten Grundstücken. … 1982 wurden noch 25 Bäume kartiert.“ - „Sie sind etwas ganz Besonderes und doch besonders gut versteckt: Die wintergrünen Eichen in der Schwanstraße bilden ein grünes Spalier in der schmalen Einbahnstraße. Eine solche Allee gibt es in ganz Ostdeutschland kein zweites Mal. … Im Jahr 1906 hatte der Stadtrat beschlossen, …, 27 wintergrüne Eichen am Altmarkt zu pflanzen. Es gebe sogar Postkarten, die das belegen. In diese Zeit muss auch die Bepflanzung in der Schwanstraße fallen, …. Möglicherweise wurden die Bäume vom Wissenschaftler und Wohltäter Clemens Ruff (1845 bis 1915) beschafft. Es ist anzunehmen, dass er daran beteiligt war, …. Denn der Gönner der Stadt ließ sich um 1900 in der Schwanstraße 10 eine Villa errichten…. An dem geschützten Standort konnten die frostempfindlichen Bäume etwa 110 Jahre alt werden.“ |             | 31     |
| Fotos hochladen                         | Ulme-Feldulme (Ulmus minor)                                                | Mitte, Erich‑Kästner‑Platz (ehemaliger Teil von Bahnhofstraße), auf Grundstück vom Piccolo Theater (51° 45′ 34,8″ N, 14° 19′ 41,9″ O)                 | 1 Baum - Als Naturdenkmal erfasst unter Punkt 58.0 - Der sehr dominante Baum stand 1996 „zwischen der Wohnscheibe Stadtpromenade und der Bahnhofstraße auf einer ausgesparten Befestigung des Parkplatzprovisoriums.“ … Es wurde empfohlen „Bei einer Bebauung in diesem Bereich“ diese „Ulme zu erhalten.“ - Nach der Neugestaltung des Bereiches steht er heute auf dem Grundstück des 2011 eingeweihten Piccolo Theaters am Erich Kästner Platz. |             | 32     |
| Fotos hochladen                         | Ulme-Feldulme (Ulmus minor)                                                | Schmellwitz, Schmellwitz Straße, Nähe Hausnummer 80, auf Grünfläche gegenüber (51° 47′ 6,1″ N, 14° 20′ 7,5″ O)                                        | 1 Baum - Als Naturdenkmal erfasst unter Punkt 46.5 |             | 33     |
| Fotos hochladen                         | Tulpenbaum (Liriodendron tulipifera)                                       | Mitte, Franz‑Mehring‑Straße/Ecke An der Wachsbleiche, Anfang Goethepark (51° 45′ 31,3″ N, 14° 20′ 24,5″ O)                                            | 1 Baum - Als Naturdenkmal erfasst unter Punkt 4.2 - „Der Tulpenbaum steht im Goethepark in der Nähe der“ 3 geschützten Stieleichen (Punkt 3.0) … Der Goethepark wurde, beginnend 1895 durch den Verschönerungsverein, hauptsächlich in den Jahren 1898/99 als Stadtpark angelegt. Er steht heute unter Denkmalschutz |             | 34     |
| Fotos hochladen                         | Eiche-Sumpfeiche (Quercus palustris)                                       | Mitte, Ostrower Damm, Nähe Franz‑Mehring‑Straße (51° 45′ 29″ N, 14° 20′ 22,6″ O)                                                                      | 1 Baum - Als Naturdenkmal erfasst unter Punkt 2.4 - „Die Pflanzung erfolgte in den Jahren 1909/12 aus Mitteln des Verschönerungsvereins.“ |             | 35     |
| Weitere Bilder Fotos hochladen          | Eiche-Sumpfeiche (Quercus palustris)                                       | Mitte, Ostrower Damm (51° 45′ 25,5″ N, 14° 20′ 24,9″ O)                                                                                               | 3 Bäume - Als Naturdenkmal erfasst unter Punkt 2.4 - „Die Pflanzung erfolgte in den Jahren 1909/12 aus Mitteln des Verschönerungsvereins.“ - auf Panorama (10)(11)(13) |             | 36     |
| Fotos hochladen                         | Ulme-Feldulme (Ulmus minor)                                                | Saspow, Cottbuser Weg Nr. 10 (Baum auf Grundstück) (51° 47′ 10,1″ N, 14° 21′ 6,6″ O)                                                                  | 1 Baum - Als Naturdenkmal erfasst unter Punkt 48.2 - „Die Ulme befindet sich auf dem Grundstück, in der Nähe des Grabens. … Die Feldulme hat einige trockene Äste. … Eine absolute Resistenz gegen die Ulmenkrankheit gibt es noch nicht. Das beste Mittel dagegen ist ein optimaler Standort. Der Verzicht auf die Pflanzung von Ulmen ist ein schlechtes Mittel.“ |             | 37     |
| BW                                      | Ahorn-Silberahorn (Acer saccharinum)                                       | Mitte, Berliner Platz (51° 45′ 39,9″ N, 14° 19′ 48,6″ O)                                                                                              | 1 Baum; gefällt 2009 - Als Naturdenkmal erfasst unter Punkt 10.0 - „Seit den 50er Jahren“ stand „der Silberahorn vor der Post.“ - 2009 – „Um im Stadtgebiet die Verkehrssicherheit zu gewährleisten, ist die kurzfristige Fällung einiger Straßenbäume erforderlich. Dazu gehört der Silberahorn auf dem Berliner Platz. Sein Holz wurde über viele Jahre durch Pilze wie Lackporling und Zunderschwamm abgebaut. Der Baum ist nun nahezu vollständig ausgehöhlt und hat an diesem Standort seine Altersgrenze erreicht. …Die Fällungen beginnen voraussichtlich am 16. Februar. „ |             | 38     |
| Weitere Bilder Fotos hochladen          | Buche-Rotbuche (Fagus sylvatica)                                           | Mitte, Gerichtsplatz/Ecke Gerichtsstraße (51° 45′ 39,8″ N, 14° 20′ 16,9″ O)                                                                           | 1 Baum, wurde gefällt - Als Naturdenkmal erfasst unter Punkt 1.0 - „Diese Buche ist ein gewaltiges Exemplar. Sie sprengt den städtebaulichen Raum, sie sprengt die Einfassungsmauer. Der Baum ist in seinem gesamten Habitus nur vom Gerichtsplatz aus, als Ausschnitt von den benachbarten Straßen, erfassbar. Er wurde vermutlich als Markierung der Grundstücksgrenze gepflanzt. Ein großer Teil der umliegenden Gebäude … steht unter Denkmalschutz“ |             | 39     |
| Weitere Bilder Fotos hochladen          | Buche-Rotbuche (Fagus sylvatica)                                           | Mitte, Ostrower Damm (51° 45′ 26,6″ N, 14° 24′ 3,8″ O)                                                                                                | 1 Baum - Als Naturdenkmal erfasst unter Punkt 2.3 - „Die Pflanzung erfolgte in den Jahren 1909/12 aus Mitteln des Verschönerungsvereins.“ - auf Panorama (8) |             | 40     |
| Weitere Bilder Fotos hochladen          | Buche-Rotbuche (Fagus sylvatica)                                           | Mitte, Ostrower Damm (51° 45′ 28,4″ N, 14° 20′ 22,9″ O)                                                                                               | 2 Bäume - Als Naturdenkmal erfasst unter Punkt 2.3 - „Die Pflanzung erfolgte in den Jahren 1909/12 aus Mitteln des Verschönerungsvereins.“ - auf Panorama (2)(3) |             | 41     |
| BW                                      | Buche-Rotbuche (Fagus sylvatica)                                           | Mitte, Ostrower Damm (51° 45′ 28,7″ N, 14° 20′ 22,6″ O)                                                                                               | 1 Baum, gefällt 2011 - Als Naturdenkmal erfasst unter Punkt 2.3 - „Die Pflanzung erfolgte in den Jahren 1909/12 aus Mitteln des Verschönerungsvereins.“ - 2011 – „Am Ostrower Damm, Ecke Franz-Mehring-Straße muss aus Gründen der Verkehrssicherheit eine Rot-Buche gefällt werden. Der Baum ist als Naturdenkmal ausgewiesen. Pilzfruchtkörper des Riesenporlings an statisch wichtigen Baumwurzeln und eine gelichtete Baumkrone sind Anzeichen für den fortgeschrittenen Holzabbau. Der sehr stark geschädigte Baum und die damit verbundenen Sicherheitsbedenken erfordern ein kurzfristiges Handeln. Es ist vorgesehen, die Fällungen bis zum 28. Februar auszuführen.“ |             | 42     |
| Weitere Bilder Fotos hochladen          | Weide-Trauerweide (Salix alba 'Tristis' )                                  | Mitte, Ostrower Damm (51° 45′ 26,9″ N, 14° 20′ 24,1″ O)                                                                                               | 1 Baum - Als Naturdenkmal erfasst unter Punkt 2.1 - „Die beiden Silberweiden“ (lfd. Nr. 43 und 44) „sind vom Habitus sehr unterschiedlich.“ diese wirkt „eher knorrig … Die Pflanzung erfolgte in den Jahren 1909/12 aus Mitteln des Verschönerungsvereins.“ - auf Panorama (7) |             | 43     |
| Fotos hochladen                         | Weide-Silberweide (Salix alba)                                             | Mitte, Ostrower Damm (51° 45′ 27,7″ N, 14° 20′ 23,7″ O)                                                                                               | 1 Baum - Als Naturdenkmal erfasst unter Punkt 2.1 - „Die beiden Silberweiden“ (lfd. Nr. 43 und 44) „sind vom Habitus sehr unterschiedlich.“ Diese „weist einen aufrechten Wuchs auf … Die Pflanzung erfolgte in den Jahren 1909/12 aus Mitteln des Verschönerungsvereins.“ - auf Panorama (5) |             | 44     |
| Fotos hochladen                         | Eiche-Stieleiche (Quercus robur)                                           | Mitte, Ostrower Damm (51° 45′ 27,9″ N, 14° 20′ 22,9″ O)                                                                                               | 1 Baum - Als Naturdenkmal erfasst unter Punkt 2.2 - „Die Pflanzung erfolgte in den Jahren 1909/12 aus Mitteln des Verschönerungsvereins.“ - auf Panorama (3) |             | 45     |
| Fotos hochladen                         | Eiche-Stieleiche (Quercus robur)                                           | Mitte, Ostrower Damm (51° 45′ 28,2″ N, 14° 20′ 22,6″ O)                                                                                               | 1 Baum - Als Naturdenkmal erfasst unter Punkt 2.2 - „Die Pflanzung erfolgte in den Jahren 1909/12 aus Mitteln des Verschönerungsvereins.“ - auf Panorama (4) |             | 46     |
| Weitere Bilder Fotos hochladen          | Eiche-Stieleiche (Quercus robur)                                           | Mitte, Ostrower Damm (51° 45′ 27,6″ N, 14° 20′ 23,1″ O)                                                                                               | 1 Baum - Als Naturdenkmal erfasst unter Punkt 2.2 - „Die Pflanzung erfolgte in den Jahren 1909/12 aus Mitteln des Verschönerungsvereins.“ - auf Panorama (6) |             | 47     |
| Fotos hochladen                         | Eiche-Stieleiche (Quercus robur)                                           | Mitte, Ostrower Damm (51° 45′ 26,5″ N, 14° 20′ 23,8″ O)                                                                                               | 1 Baum - Als Naturdenkmal erfasst unter Punkt 2.2 - „Die Pflanzung erfolgte in den Jahren 1909/12 aus Mitteln des Verschönerungsvereins.“ - auf Panorama (9) |             | 48     |
| Fotos hochladen                         | Eiche-Stieleiche (Quercus robur)                                           | Mitte, Ostrower Damm (51° 45′ 26,1″ N, 14° 20′ 24,1″ O)                                                                                               | 1 Baum - Als Naturdenkmal erfasst unter Punkt 2.2 - „Die Pflanzung erfolgte in den Jahren 1909/12 aus Mitteln des Verschönerungsvereins.“ - auf Panorama (11) |             | 49     |
| Fotos hochladen                         | Eiche-Stieleiche (Quercus robur)                                           | Mitte, Ostrower Damm (51° 45′ 25,4″ N, 14° 20′ 24,4″ O)                                                                                               | 1 Baum - Als Naturdenkmal erfasst unter Punkt 2.2 - „Die Pflanzung erfolgte in den Jahren 1909/12 aus Mitteln des Verschönerungsvereins.“ - auf Panorama (14) |             | 50     |
| Fotos hochladen                         | Eiche-Stieleiche (Quercus robur)                                           | Mitte, Ostrower Damm (51° 45′ 24,3″ N, 14° 20′ 24,8″ O)                                                                                               | 1 Baum - Als Naturdenkmal erfasst unter Punkt 2.2 - „Die Pflanzung erfolgte in den Jahren 1909/12 aus Mitteln des Verschönerungsvereins.“ - auf Panorama (15) |             | 51     |
| BW                                      | Eiche-Stieleiche (Quercus robur)                                           | Mitte, Ostrower Damm (51° 45′ 22,9″ N, 14° 20′ 24,8″ O)                                                                                               | 1 Baum; gefällt 2012 - Als Naturdenkmal erfasst unter Punkt 2.2 - 2012 – „Für den Erhalt der Verkehrssicherheit ist die Fällung einiger absterbender Bäume erforderlich: Am Ostrower Damm konnte sich eine Stieleiche seit einigen Jahren nicht mehr regenerieren. Mit dem fortschreitenden Absterben des Baumes ist die Verkehrssicherheit zunehmend gefährdet. …Die Arbeiten werden bis Ende Februar ausgeführt |             | 52     |
| Fotos hochladen                         | Pappel-Graupappel (Populus × canescens)                                    | Mitte, Franz‑Mehring‑Straße/Ecke An der Wachsbleiche, Anfang Goethepark (51° 45′ 32″ N, 14° 20′ 24,7″ O)                                              | 1 Baum - Als Naturdenkmal erfasst unter Punkt 4.1 - „Der Goethepark wurde, beginnend 1895 durch den Verschönerungsverein, hauptsächlich in den Jahren 1898/99 als Stadtpark angelegt. Er steht heute unter Denkmalschutz. … Vermutlich wird die Graupappel in den nächsten Jahren“ (geschrieben 1996) „hundert Jahre alt. … weist jedoch auch Pilzbefall auf.“ - 2011 – „Im Goethepark, Höhe An der Wachsbleiche, ist die Fällung einer sehr stark geschädigten Graupappel erforderlich…der als Naturdenkmal ausgewiesene Baum „musste … bereits stark eingekürzt werden. Die fortschreitenden Morschungen im Baum, das hohe Schadenspotenzial am Standort, die beträchtlichen Pflegekosten und der Funktionsverlust des Baumes führten zur Beauftragung der Fällung. … Es ist vorgesehen, die Fällungen bis zum 28. Februar auszuführen.“ |             | 53     |
| Weitere Bilder Fotos hochladen          | Buche-Rotbuche (Fagus sylvatica)                                           | Mitte, Uferstraße Nr. 8, gegenüber vom Goethepark (51° 45′ 32,8″ N, 14° 20′ 18,5″ O)                                                                  | 1 Baum - Als Naturdenkmal erfasst unter Punkt 5.0 - Im Gutachten von 1996 wird der Baum als Rotbuche geführt. Es handelt sich hier aber um eine Roteiche. So ist er auch mit Baumschild gekennzeichnet. |             | 54     |
| Fotos hochladen                         | Mammutbaum-Urweltmammutbaum (Metasequoia glyptostroboides)                 | Mitte, Mühleninsel,vom Ostrower Damm aus Ludwig-Leichhardt-Steg überqueren, Baum links am Mühlgraben stehend (51° 45′ 24,7″ N, 14° 20′ 26,9″ O)       | 1 Baum - Als Naturdenkmal erfasst unter Punkt 8.0 - „Die Verbindung vom Goethe- und Blechenpark nach Süden stellen Rosenhang und Frühlingsgarten dar. Der Baum befindet sich im Frühlingsgarten, unmittelbar am Mühlgraben. Er wurde in den 50er Jahren gepflanzt. … Die Gattung mit nur einer Art wurde erst 1947 in einer abgelegenen Gegend Chinas (Szechuan) entdeckt. Aus fossilen Funden war er schon bekannt.“ - Im Zusammenhang mit der ersten Bezirksgartenschau erfolgte 1954 eine Neugestaltung“ des Frühlingsgarten, wie der Pflanzung des „ersten Urwaldmammutbaum, der in Cottbus.“ |             | 55     |
| Weitere Bilder Fotos hochladen          | Magnolie-Sternmagnolie (Magnolia stellata)                                 | Mitte, Brandenburger Platz, gegenüber von Hausnummer 8 (51° 45′ 28,5″ N, 14° 20′ 6,2″ O)                                                              | 1 Baum - Als Naturdenkmal erfasst unter Punkt 9.0 - „Die Magnolie steht auf dem … Bereich der Grünanlage“ Brandenburger Platz. … Er ist mit Puschkin- und Stadtpromenade Bestandteil des die Altstadt umschließenden Grünringes der ehemaligen Wallanlage. Die Stadt Cottbus gestaltete in den Jahren 1903/04 den“ damals „öden … Platz zu einer Grünanlage um. Es ist anzunehmen, dass die Pflanzung der Magnolie in dieser Zeit erfolgte, denn sie hat für ihre Art eine überdurchschnittliche Größe. In der Literatur werden Sternmagnolien bis 3,00 m Höhe angegeben.“ - Die Messung des Strauches ergab 1996: eine Höhe von ca. 4,00 m – einen Stammumfang von 0,90 m – einen Kronendurchmesser von ca. 4,00 m |             | 56     |
| Fotos hochladen                         | Linde-Sommerlinde (Tilia platyphyllos)                                     | Mitte, Klosterplatz (51° 45′ 42,7″ N, 14° 19′ 59,7″ O)                                                                                                | 10 Bäume - Als Naturdenkmal erfasst unter Punkt 14.1 - „Die Bäume stehen an geschichtsträchtiger Stelle, dem Klosterplatz, Standort des ehemaligen Franziskaner-Klosters … den Häusern an der Stadtmauer, darunter die zur Jugendherberge umgebaute ehemalige Malzdörre. Die Pflanzung erfolgte kurz vor dem Amtsantritt von Oberbürgermeister Werner 1892 aus Mittel des Verschönerungsvereins.“ |             | 57     |
| BW                                      | Eiche-Stieleiche (Quercus robur)                                           | Mitte, Klosterplatz (51° 45′ 42,7″ N, 14° 19′ 59,7″ O)                                                                                                | 1 Baum; gefällt 2005 - Als Naturdenkmal erfasst unter Punkt 14.22005 – „Cottbus. An der Westseite des Klosterplatzes steht eine etwa 120 Jahre alte Stiel-Eiche, die kurzfristig gefällt werden muss. Der Baum ist nach einem Gutachten des öffentlich bestellten und vereidigten Sachverständigen… nicht mehr standsicher.Nach Angaben der Stadtverwaltung habe der Pilzbefall durch den Lackporling im Bereich des Stammfußes zu einer ausgeprägten Stockfäule geführt. Durch die im Auftrag des Grünflächenamtes bereits vor einigen Jahren durchgeführte Kroneneinkürzung konnte die als Naturdenkmal geschützte Stiel-Eiche bis heute erhalten werden. Die Fällung des Baumes wurde mit der unteren Naturschutzbehörde und dem Naturschutzbeirat der Stadt Cottbus abgestimmt und ist ab dem 14. März vorgesehen.“ |             | 58     |
| Fotos hochladen                         | Ginkgo (Ginkgo biloba)                                                     | Mitte, Karl‑Marx‑Straße/Ecke Puschkinpromenade (51° 45′ 46,6″ N, 14° 19′ 39,5″ O)                                                                     | 1 Baum - Als Naturdenkmal erfasst unter Punkt 19.0 - „Eigentlich sollte er nicht mehr vorhanden sein.“ Der weibliche Ginkgobaum „überlebte den Ausbau der Karl-Marx-Straße und den Wohnungsbau.“ - „Der Ginkgo ist … inzwischen reichlich 150 Jahre alt. Der Standort habe sich dabei mehrfach durchaus gravierend verändert. Seine Kinder- und Jugendjahre verbrachte der Baum im Gartenpark des Kaufmanns Nathaniel Gottlob Krüger. Mitte der 1930er Jahre wurde das Grundstück bei der Anlegung der Hindenburgstraße (spätere Karl-Marx-Straße) verkleinert. Als die Straße begradigt und auf die Bahnhofstraße ausgerichtet wurde – das war in den 70er-Jahren – habe sich die Umgebung des Baumes erneut verändert. Dem Gartenbauingenieur Joachim Scherzer sei es zu verdanken, dass der Ginkgo bei den Wohnungs- und Straßenbauten in den Jahren 1971 und 1972 bewahrt wurde.“ - „Zum Jahrtausendwechsel erklärte das Kuratorium Baum des Jahres den Ginkgo biloba zum Mahnmal für Umweltschutz und Frieden und zum Baum des Jahrtausends“. |             | 59     |
| Fotos hochladen                         | Platane-Ahornblättrige Platane (Platanus x hybrida (acerifolia))           | Mitte, Güterzufuhrstraße 1, vor Spreewaldbahnhof (51° 45′ 14″ N, 14° 19′ 23,3″ O)                                                                     | 1 Baum - Als Naturdenkmal erfasst unter Punkt 41.0 - Postkarte ca. 1910 mit Platane - Foto September 1991 |             | 60     |
| Weitere Bilder Fotos hochladen          | Buche-Blutbuche (Fagus sylvatica àtropunicea)                              | Mitte, Ostrower Damm Nr. 1, auf Grundstück vor alter Villa (51° 45′ 21,3″ N, 14° 20′ 25,8″ O)                                                         | 1 Baum - „Südlich der beschriebenen“ Naturdenkmäler „am Ostrower Damm“ (Mühlgraben) „steht diese Blutbuche auf dem Gelände Ostrower Damm 1“ - Die Villa auf dem Grundstück wurde 1874 erbaut. - „Ursprünglich ist dieser „Damm“ wohl ein Schutzwall für die Ostrower Äcker gegen Spreehochwasser gewesen. Ab 1865 bis 1900 entstanden hier Fabriken und Villen. Es war typisch für Cottbus, daß die Fabrikanten an ihren Fabrikationsorten wohnten, so daß hier auch Promenaden mit viel Grün entstanden“ |             | 61     |
| Weitere Bilder Fotos hochladen          | Platane-Ahornblättrige Platane (Platanus x hybrida (acerifolia))           | Sandow, Am Anger, wenige Meter hinter Einfahrt Wilhelm‑Riedel‑Straße (51° 45′ 48,5″ N, 14° 20′ 33″ O)                                                 | 2 Bäume - Als Naturdenkmal erfasst unter Punkt 23.0 - „Die beiden vorderen Bäume betonen die Eingangssituation von der Sandower Hauptstraße in das Wohngebiet in nördlicher Richtung.“ (lfd. Nr. 63). Auf der Westseite befinden sich zwei weitere Exemplare ähnlicher Größe. Die vier Platanen sind der Rest des Bestandes auf dem ehemaligen Dorfanger von Sandow. … bei der Errichtung des Wohngebietes“ konnten sie erhalten.“ |             | 62     |
| Fotos hochladen                         | Platane-Ahornblättrige Platane (Platanus x hybrida (acerifolia))           | Sandow, Am Anger, vor Einfahrt Wilhelm‑Riedel‑Straße (51° 45′ 46,6″ N, 14° 20′ 34,8″ O)                                                               | 2 Bäume - Als Naturdenkmal erfasst unter Punkt 23.0 - „Die beiden vorderen Bäume betonen die Eingangssituation von der Sandower Hauptstraße in das Wohngebiet in nördlicher Richtung. Auf der Westseite befinden sich zwei weitere Exemplare ähnlicher Größe.“ (lfd. Nr. 62) „Die vier Platanen sind der Rest des Bestandes auf dem ehemaligen Dorfanger von Sandow. Obwohl sie bei der Errichtung des Wohngebietes erhalten werden konnten, sind die Bedingungen der beiden vorderen Bäume an der Straße sehr ungünstig.“ |             | 63     |
| Weitere Bilder Fotos hochladen          | Weide-Trauerweide (Salix alba 'Tristis' )                                  | Sandow, Ludwig‑Leichhardt‑Allee, am Spreewehr (51° 45′ 23,7″ N, 14° 20′ 31,7″ O)                                                                      | 1 Baum - Als Naturdenkmal erfasst unter Punkt 20.0 - „Die Weide steht auf der Südseite des Kleinen Spreewehres, am Übergang Südstadt – Sandow.“ |             | 64     |
| Weitere Bilder Fotos hochladen          | Kastanieallee-Rosskastanie (Aesculus hippocastanum)                        | Sandow, Ludwig‑Leichhardt‑Allee, zwischen Kleinen Spreewehr (in südlicher Richtung) bis zur Eisenbahn (51° 45′ 17,5″ N, 14° 20′ 35,7″ O)              | 54 Bäume - Allee - Als Naturdenkmal erfasst unter Punkt 21.0 - „Die Bäume stehen auf der östlichen Spreeseite, vom kleinen Spreewehr in südlicher Richtung bis zur Eisenbahn. … Die Pflanzung erfolgte aus Mitteln des Verschönerungsvereins, kurz vor dem Amtsantritt von Oberbürgermeister Werner (1892). … Es „besteht die Übereinstimmung, die Allee noch längere Zeit zu erhalten und erst, wenn durch weiteren Abgang der Alleecharakter nicht mehr vorhanden ist, generell neu zu pflanzen.“ |             | 65     |
| Fotos hochladen                         | Fichte-Stechfichte (Picea pungens)                                         | Spremberger Vorstadt, Juliot‑Curie‑Straße 23, auf dem Grundstück (51° 44′ 40,6″ N, 14° 20′ 25,6″ O)                                                   | 1 Baum - Als Naturdenkmal erfasst unter Punkt 27.0 - „Der Baum steht im Garten neben dem“ Gebäude „Joliot-Curie-Straße 23. Die hohe, schlanke Gestalt der Stechfichte wirkt in die benachbarten Straßen und Grundstücke.“ |             | 66     |
| Weitere Bilder Fotos hochladen          | Buche-Blutbuche (Fagus sylvatica f. purpurea)                              | Spremberger Vorstadt, Huttenplatz (51° 44′ 35″ N, 14° 20′ 30,4″ O)                                                                                    | 1 Baum - Als Naturdenkmal erfasst unter Punkt 26.0 - „Wenn Buchen in Ruhe gelassen werden, wachsen sie zu prächtigen Exemplaren heran, wie die Blutbuche am Huttenplatz. 150 Jahre ist sie alt und wurde vermutlich von einem Kunstgärtner aus Tuchmacher-Hause gepflanzt. … Für den Baumfachmann Jörg Lohmann ist die Blutbuche am Huttenplatz eines der schönsten Cottbuser Naturdenkmale. ‚Sie hat eine perfekte Wuchsform, weil sie schon immer frei stand und Platz hatte, sich zu entfalten‘, sagt er. Selbst die stattlichen Exemplare im Branitzer Park können nach seinem Geschmack nicht mit ihr mithalten. … Die Cottbuser Heimatforscherin Dora Liersch vermutet, dass die prächtige Blutbuche auf dem Huttenplatz von Wilhelm Moritz Ruff gepflanzt wurde. ‚Er entstammte einer Tuchmacherfamilie‘, erklärt sie. Im Jahr 1847 habe er das Vorwerk gekauft. ‚Das waren 136 Morgen Land, die er nach seinem Ideal als Kunstgärtner gestalten ließ‘, berichtet Dora Liersch. Das Areal lag damals vor den Toren der Stadt. Dazu gehörten einige Häuser, es überwogen jedoch landwirtschaftliche Flächen.“ |             | 67     |
| Weitere Bilder Fotos hochladen          | Ahornallee-Spitzahorn (Acer platanoides)                                   | Spremberger Vorstadt, Spreedamm, zwischen Zugang von Parzellenstraße und Stadtring (51° 44′ 43,5″ N, 14° 20′ 37,4″ O)                                 | 127 Bäume - Allee - Als Naturdenkmal erfasst unter Punkt 39.0 - „Die Allee verläuft vom Ende der Parzellenstraße nach Norden bis zum Stadtring. … Die Spitzahorne wurden kurz vor 1892 gepflanzt..“ |             | 68     |
| Fotos hochladen                         | Lindenallee-Winterlinde (Tilia cordata)                                    | Spremberger Vorstadt, Spreedamm, zwischen Hermann‑Löhns‑Straße/Ecke Markgrafenmühle und Zugang von Parzellenstraße (51° 44′ 22,2″ N, 14° 20′ 46,3″ O) | 215 Bäume; Allee - Als Naturdenkmal erfasst unter Punkt 38.0 - „Die Winterlinden stehen auf dem westlichen Spreedamm, zwischen der Markgrafenmühle und Parzellenstraße. Sie sind teilweise über die Spree, aber besonders über die anschließenden Kleingärten, bis in die Bautzener Straße sichtbar. … Die Pflanzung erfolgte vor 1892.“ |             | 69     |
| Weitere Bilder Fotos hochladen          | Sumpfzypresse-Echte Sumpfzypresse (Taxodium distichum)                     | Madlow, Madlower Schluchten (51° 43′ 55″ N, 14° 21′ 14,4″ O)                                                                                          | 1 Baum - Als Naturdenkmal erfasst unter Punkt 35.0 - „Die Sumpfzypresse in den Madlower Schluchten, 5,0 m von der Spree entfernt, ca 80,0 m oberhalb der Eisenbahnbrücke. … Vom Weg aus tritt der Baum aus größerer Entfernung jedoch nicht in Erscheinung. Seine visuelle Wirkung geht auf die gegenüberliegende Spreeseite und gut erkennbar von den benachbarten Hügeln.“ - Rolf Striegler vom Naturwissenschaftlichen Verein der Niederlausitz meint sein Lieblingsbaum sei „eine Sumpfzypresse. Sie steht an der Spree im Volkspark Madlow, ist etwa 150 Jahre alt, 35 Meter hoch und vermutlich von Pückler gepflanzt worden.“ - „Zu den Naturdenkmälern gehören …, sowie eine 46 Meter hohe Sumpfzypresse in den Madlower Schluchten – das höchste Gewächs der Stadt.“ |             | 70     |
| Fotos hochladen                         | Linde-Sommerlinde (Tilia platyphyllos)                                     | Madlow, Alte Poststraße 7, auf dem Grundstück (51° 43′ 26″ N, 14° 20′ 45,9″ O)                                                                        | 1 Baum - Als Naturdenkmal erfasst unter Punkt 34.1 - Der Baum „steht auf dem Pfarrgrundstück in Madlow in der Poststraße.“ |             | 71     |
| Fotos hochladen                         | Fichte-Stechfichte (Picea pungens)                                         | Madlow, Alte Poststraße 7, auf dem Grundstück (51° 43′ 26,4″ N, 14° 20′ 46,7″ O)                                                                      | 1 Baum - Als Naturdenkmal erfasst unter Punkt 34.2 - „Der Baum „steht auf dem Pfarrgrundstück … Durch die umliegende dörfliche Bebauung“ ist er „weithin sichtbar.“ |             | 72     |
| Fotos hochladen                         | Linde-Winterlinde (Tilia cordata)                                          | Madlow, Madlower Schulstraße 2, vor Martinskirche (51° 43′ 25″ N, 14° 21′ 5,5″ O)                                                                     | 1 Baum - Als Naturdenkmal erfasst unter Punkt 33.0 - „… auf dem Grundstück der Kirche Madlow steht eine Winterlinde, die besonders vom Süden des Wiesengeländes eine signifikante Erscheinung darstellt.“ |             | 73     |
| Fotos hochladen                         | Pappel-Graupappel (Populus × canescens)                                    | Spremberger Vorstadt, Thiemstraße / Ecke H.-Löns-Straße (Wendeschleife der Straßenbahn) (51° 44′ 17,1″ N, 14° 19′ 27,5″ O)                            | 1 Baum, gefällt 2017 - Als Naturdenkmal erfasst unter Punkt 31.0 - „Ursprünglich standen die Eiche“ (Naturdenkmal Punkt 30.0 – lfd. Nr. 17) „und die benachbarte Graupappel frei im Raum, weithin sichtbar. Die Geländeerhebung, ehemals Wilhelshöhe, machte sie von den Sachsendorfer Wiesen und von der Zufahrt zur Stadt zu markanten Erscheinungen. Mit der Errichtung der 11-geschossigen Wohnhäuser, der Würfel und der Kindertagesstätte in den Jahren 1983/84 wurden die Bäume erhalten, ihre visuelle Wirkung, wenn auch etwas eingeschränkt, blieb bestehen.“ |             | 74     |
| Fotos hochladen                         | Platane-Ahornblättrige Platane (Platanus x hybrida (acerifolia))           | Ströbitz, Lieberoser Straße, Eingangsbereich Brunschwiegpark (51° 45′ 46,6″ N, 14° 19′ 27,9″ O)                                                       | 1 Baum - Als Naturdenkmal erfasst unter Punkt 40.0 - „Von den ursprünglich kartierten 12 Platanen sind noch 10 Stück vorhanden. Davon steht ein Baum im Eingangsbereich des Brunschwig-Parkes, … Das Gebiet gehörte ursprünglich zu Gut Brunschwig. Es verlief als Niederung, gleichzeitig Quellgebiet und natürliche Vorflut in westliche Richtung.“ |             | 75     |
| Fotos hochladen                         | Platane-Baumreihe Ahornblättrige Platane (Platanus x hybrida (acerifolia)) | Ströbitz, Lieberoser Straße, Im Brunschwiegpark, hinter Lessingstraße (51° 45′ 44,1″ N, 14° 19′ 20,8″ O)                                              | 9 Bäume - Als Naturdenkmal erfasst unter Punkt 40.0 - „Von den ursprünglich kartierten 12 Platanen sind noch 10 Stück vorhanden.“ Davon befinden sich 9 „als Reihe in der südlichen Erweiterung des Parkes. … Mit der Erweiterung des Wohngebietes Ströbitz erfolgte eine Verrohung des ehemals offenen Grabens, Boden wurde aufgefüllt. Damit konnte das Gelände nicht mehr entwässert, das Grundwasser stieg oberflächennah. … Die Platanenreihe ist in einem bedenklichen Zustand … Sie sind nach der Sanierung nur durch Installation einer Pumpstation zu erhalten“(1996) |             | 76     |
| Weitere Bilder Fotos hochladen          | Lindenallee-Winterlinde (Tilia cordata)                                    | Ströbitz, Ernst‑Barlach‑Straße (51° 45′ 37,3″ N, 14° 18′ 44,7″ O)                                                                                     | 69 Bäume; Allee - Als Naturdenkmal erfasst unter Punkt 42.0 - „Bei der Planung des Wohngebietes“ (Anfang der 1970er Jahre) „wurde die Fahrbahn der Ernst-Barlach-Straße südlich der Allee angeordnet. Das hatte zur Folge, dass die Linden heute in Gehölz- und Rasenflächen stehen.“ |             | 77     |
| Fotos hochladen                         | Linde-Sommerlinde (Tilia platyphyllos)                                     | Ströbitz, Wilhelm‑Nevoigt‑Platz (51° 45′ 30,4″ N, 14° 18′ 0,4″ O)                                                                                     | 1 Baum - Als Naturdenkmal erfasst unter Punkt 43.1 - „Der Wilhelm-Nevoigt-Platz … steht als städtebauliches Ensemble mit der Platzanlage, … dem Baumbestand … auf der Denkmalliste. … Die Linde wurde 1796, … gepflanzt“ |             | 78     |
| Fotos hochladen                         | Lindenallee-Sommerlinde (Tilia platyphyllos)                               | Ströbitz, Klein‑Ströbitzer‑Straße (51° 45′ 7,1″ N, 14° 17′ 53,2″ O)                                                                                   | 61 Bäume - Als Naturdenkmal erfasst unter Punkt 44.0 - „Es ist eine typisch ländliche Allee. Sie verläuft vom ehemaligen Dorf Ströbitz zur Siedlung Klein Ströbitz. Außer im Bereich der nordöstlich anschließenden Siedlungshäuser ist sie noch nahezu geschlossen vorhanden.“ |             | 79     |
| Weitere Bilder Fotos hochladen          | Trompetenbaum-Gewöhnlicher Trompetenbaum (Catalpa bignonioides)            | Schmellwitz, Universitätsplatz (51° 46′ 9,8″ N, 14° 19′ 46,8″ O)                                                                                      | 1 Baum - Als Naturdenkmal erfasst unter Punkt 45.2 - „Die gesamte Bausubstanz mit Vorgärten, … und Baumbestand … aus Wohn- und Gesellschaftsbauten von 1910 bis 1930“ befindet sich“ auf der Denkmalliste. Mit Sicherheit sind einige Bäume älter als die Bebauung. Wenn auch die Cottbuser Chronik zum Stadtgrün dazu keine Aussage trifft, ist anzunehmen, dass erste Pflanzungen noch vor dem Amtsantritt von Oberbürgermeister Werner, also vor 1892. im Zusammenhang mit der Anlage Friedrich-Ebert-Straße / Sielower Straße erfolgten. … Der Trompetenbaum befindet sich im westlichen Teil der Grünfläche.“ |             | 80     |
| Fotos hochladen                         | Weide-Trauerweide (Salix alba 'Tristis' )                                  | Schmellwitz, Schmellwitzer Straße,Nähe Hausnummer 50 (51° 47′ 3,5″ N, 14° 20′ 7,8″ O)                                                                 | 3 Bäume - Als Naturdenkmal erfasst unter Punkt 46.3 - Weiden zwischen 2007 und 2013 gefällt –„Seit dem 30.05.07 ist die Schmellwitzer Straße einschließlich Am Lug und der Straße Am Anger für den Verkehr freigegeben.“. Die Umbaumaßnahmen vom 3. April 2006 – 30. Mai 2007 sind damit beendet. Im Anschluss wird die „Freiflächengrüngestaltung Anger Alt-Schmellwitz … durch das Grünflächenamt im Herbst 2007“ erfolgen. …“ einschließlich „Neupflanzung von Bäumen“. - Im Mai 2007, nach dem Ausbau der Straße, stand eine alte Weide noch. |             | 81     |
| Fotos hochladen                         | Platane-Ahornblättrige Platane (Platanus x hybrida (acerifolia))           | Dissenchen, Dissenchener Hauptstraße Nr. 83 (51° 45′ 49,5″ N, 14° 23′ 35,9″ O)                                                                        | 1 Baum - Erfasst im Gutachten als Naturschutzanwärter - Als Naturdenkmal ist die Platane etwas klein. Sie stand auf der Liste der ehemaligen Kreisverwaltung Cottbus Land. Sie ist in ihrer Umgebung Dissenchen (eingemeindet 1994), Hauptstraße 83 der größte Baum. |             | 82     |
| Fotos hochladen                         | Buche-Rotbuche (Fagus sylvatica)                                           | Mitte, Straße der Jugend Nr. 21, auf unbebautem Grundstück gegenüber (51° 45′ 9,2″ N, 14° 19′ 56,9″ O)                                                | 3 Bäume - Als Naturdenkmal erfasst am 1.4.2003 |             | 83     |
| Fotos hochladen                         | Eiche-Roteiche (Quercus rubra)                                             | Schmellwitz, Universitätsplatz (51° 46′ 10,4″ N, 14° 19′ 47,7″ O)                                                                                     | 1 Baum - Als Naturdenkmal erfasst unter Punkt 45.3 - „Die gesamte Bausubstanz mit Vorgärten, … und Baumbestand … aus Wohn- und Gesellschaftsbauten von 1910 bis 1930“ befindet sich“ auf der Denkmalliste. Mit Sicherheit sind einige Bäume älter als die Bebauung. Wenn auch die Cottbuser Chronik zum Stadtgrün dazu keine Aussage trifft, ist anzunehmen, dass erste Pflanzungen noch vor dem Amtsantritt von Oberbürgermeister Werner, also vor 1892. im Zusammenhang mit der Anlage Friedrich-Ebert-Straße / Sielower Straße erfolgten. … Die Roteiche“ … „zählt mit zu den größten Bäumen auf dem Universitätsplatz. Eigentlich sollte sie beim Einzug der südlichen Fahrbahn des Platzes gefällt werden, um die Straße zu verbreitern.“ |             | 84     |
| Fotos hochladen                         | Eiche-Stieleiche (Quercus robur)                                           | Sachsendorf, Zielona‑Gora‑Straße,Nähe Hausnummer 19 (51° 43′ 31,3″ N, 14° 19′ 33,9″ O)                                                                | 1 Baum - Als Naturdenkmal erfasst unter Punkt 32.0 - „Die Stieleiche stand auf freiem Felde der Gemarkung Groß Gaglow, bis sie in den 70er Jahren in die Stadt Cottbus „wanderte“. Sie ist, zumindest in diesem Bereich des Wohngebietes Sachsendorf-Madlow, der größte erhaltene Baum. Die Straßenbahn führt an ihr vorbei. Der benachbarte Freiraum gestattet in Nord-Süd-Richtung eine weite Ausstrahlung.“ |             | 85     |
| Fotos hochladen                         | Wildbirne (Pyrus pyraster)                                                 | Sielow, Am Zollhaus,EinfahrtAm Birkenhain (Feldweg) (51° 47′ 0,2″ N, 14° 17′ 5,8″ O)                                                                  | 1 Baum - Als Naturdenkmal erfasst am 1.4.2003 - Die Wildbirne wurde im Mai 1995 als Vorschlag erfasst. Sie ist im Amtsblatt der Stadt Cottbus vom 21. Juni 1995 zum Naturdenkmal erklärt. |             | 86     |
| Fotos hochladen                         | Eiche-Stieleiche (Quercus robur)                                           | Gallinchen, Friedensplatz, Nähe Hausnummer 11 und Gallinchener Hauptstraße Nr. 44 (51° 42′ 37″ N, 14° 21′ 22,8″ O)                                    | 1 Baum - Durch Eingemeindung von Gallinchen hinzugekommen |             | 87     |
| BW                                      | Linde-Sommerlinde (Tilia platyphyllos)                                     | Groß Gaglow, Chausseestraße (51° 42′ 50″ N, 14° 19′ 12,3″ O)                                                                                          | 1 Baum (Baum nicht gefunden) - Durch Eingemeindung von Groß Gaglow hinzugekommen |             | 88     |
| BW                                      | Dorn-Amerikanische Gleditschie (Gleditsia triacanthos)                     | Spremberger Vorstadt, Bautzener Straße, Ecke Parzellenstraße (51° 45′ 10,7″ N, 14° 20′ 6,1″ O)                                                        | 1 Baum, gefällt 2010 - Als Naturdenkmal erfasst unter Punkt 25.0 - „Vermutlich erfolgte die Pflanzung vor 1892 …" - 2010 – „Der Stamm der in der Bautzener Straße Ecke Parzellenstraße stehenden Gleditschie (Lederhülsenbaum) ist weitestgehend ausgefault und hat eine große Stammöffnung. Beschädigungen des Umfeldes durch die unzureichende Bruchsicherheit des Baumes wurden in den vergangenen Jahren durch Kronenkappungen vermieden, der Aufbau der Baumkrone der Gleditschie konnte dabei jedoch nicht erhalten bleiben. Die besondere Bedeutung des Baumes als Naturdenkmal ist nicht mehr vorhanden….Die Fällung des Baumes ist Anfang März vorgesehen. Der Naturschutzbeirat wurde in diesem Monat informiert; mit der Unteren Naturschutzbehörde erfolgte die Abstimmung der Maßnahmen…..“ |             | 89     |
| Fotos hochladen                         | Buche-Blutbuche (Fagus sylvatica f. purpurea)                              | Schmellwitz, Schmellwitzer Straße, Nähe Hausnummer 83 (51° 47′ 3″ N, 14° 20′ 8,3″ O)                                                                  | 1 Baum - Als Naturdenkmal erfasst unter Punkt 46.2 - „Rotlaubige Gehölze sind keine gewollten Züchtungen des Menschen, sondern sind ganz „natürliche Ausrutscher“, die uns immer wieder in der Natur begegnen. Wir sie nur in Verwahrung genommen. Die roten Pflanzenfarbstoffe, sogenannte Anthozyane, treten im Hautgewebe des Blattes sehr gehäuft auf und verdecken die in tieferen Zellschichten liegenden, grünen Chlorophyllkörner.“ |             | 90     |
| Weitere Bilder Fotos hochladen          | Linde-Winterlinde (Tilia cordata)                                          | Mitte, Ostrower Platz (51° 45′ 20″ N, 14° 20′ 15,9″ O)                                                                                                | 2 Bäume - Als Naturdenkmal erfasst unter Punkt 7.1 - „… die Winterlinden stehen auf dem Anger des ehemaligen Dorfes Ostrow. … vermutlich in den 20er Jahren gepflanzt.“ |             | 91     |
| Weitere Bilder Fotos hochladen          | Kastanie-Rosskastanie (Aesculus hippocastanum)                             | Mitte, Ostrower Platz (51° 45′ 21,8″ N, 14° 20′ 15,7″ O)                                                                                              | 2 Bäume - Als Naturdenkmal erfasst unter Punkt 7.2 |             | 92     |
| Fotos hochladen                         | Eiche-Stieleichen (Quercus robur)                                          | Saspow, Saspower Landstraße,Nähe Kleingärten (51° 47′ 54,7″ N, 14° 21′ 15,9″ O)                                                                       | 1 Baum - Als Naturdenkmal erfasst unter Punkt 50.0 - „Die Eiche ist schwer zu finden. Ihr Standort ist westlich der Verbindungsstraße Saspow – Skadow. Sie steht nördlich der Kleingartenanlage, am Waldrand. … In die Liste der Naturdenkmale wurde der Baum aufgenommen, um ihn bei einer ursprünglich vorgesehenen Erweiterung des Wohngebietes Schmellwitz“ (1983) „erhalten zu können.“ |             | 93     |
| BW                                      | Platane-Ahornblättrige Platane (Platanus x hybrida (acerifolia))           | Mitte, Dreifertstraße Nr. 10 (51° 45′ 53,5″ N, 14° 19′ 59,8″ O)                                                                                       | 1 Baum; gefällt 2011 - Als Naturdenkmal erfasst unter Punkt 54.0 - 2011-„Bei … Untersuchung … wurde ein intensiver Befall des Baumes mit dem Zottigen Schillerporling, … festgestellt. …Die Beseitigung der Platane erfolgt daher zum nächstmöglichen Zeitpunkt.“ - Am 16.12.2011 „… soll die Platane … gefällt werden …. In den vergangenen Monaten hatte sich der Cottbuser Naturschutzbund … vehement für den Erhalt eingesetzt. … nur noch eine Gnadenfrist …, weil sich dort ein Mauersegler eingenistet hatte. … Laut Verwaltung hatten sich Mitte der 90er-Jahre die Standortbedingungen für die Platane verschlechtert. Seinerzeit sei das Gebiet für Wohnbebauung erschlossen worden. Zu diesem Zeitpunkt sei aufgrund gesetzlicher Änderungen die Naturschutzbehörde nicht mehr einbezogen worden. Für die damals zu verlegenden Versorgungsleitungen sei im unterirdischen Raum viel Platz benötigt worden. Der bereits damals vorhandene Pilzbefall habe sich vermutlich dadurch noch verstärkt, ….“ - Fotografie 2011 siehe |             | 94     |

## Zukünftige Naturdenkmäler
Am 27. August 2013 wurde eine ca. 150-jährige Stieleiche im rückwärtigen Bereich der Bahnhofstraße 70 einstweilig als Naturdenkmal festgesetzt. Sie befindet sich in der Gemarkung Altstadt, Flur 18 auf dem Flurstück 154. Im März 2015 wurde der Baum als „Stieleiche Wernerstraße Nr. 7“ zum Naturdenkmal erklärt.